# シークレット・デイ
『シークレット・デイ』（原題: Every Secret Thing）は、2014年にアメリカ合衆国で公開された犯罪映画である。監督はエイミー・バーグ、主演はダイアン・レインとエリザベス・バンクスが務めた。本作はローラ・リップマンが2004年に上梓した小説『あの日、少女たちは赤ん坊を殺した』を原作としている。なお、本作はバーグの長編映画監督デビュー作となった。
ソフト発売の際に『シークレット・デイ あの日、少女たちは赤ん坊を殺した』という邦題に改題された。

## ストーリー
郡の判事である黒人女性の孫娘が誘拐され、その後殺害されるという事件が発生した。その犯人は11歳の女の子2人（ロニー・フラーとアリス・マニング）であった。アリスは「赤ん坊を殺したのはロニーであって、私ははめられただけです」と主張したが、それは退けられることになった。不思議なことに、アリスの母親であるヘレンは娘を必死で庇う素振りを見せることがなかった。
それから7年後、18歳になったロニーとアリスは少年院から出所した。ロニーは町のベーグル販売店で働き始めたが、アリスはあてもなく町をぶらぶらしていた。アリスはリアリティ番組に出演してスターダムにのし上がりたいという野心を抱いており、司法制度の被害者としての自分をアピールするためのスピーチを練習していた。ヘレンは小学校の教員をしており、娘との関係はギクシャクしていた。ヘレンはアリスが太っていることや母親である自分と同じ価値観に全く共感していないことを不満に思っていた。
2人の出所から2週間後、地元の家具屋でブリタニーという名前の女の子が行方不明になるという事件が発生した。ブリタニーもまた白人と黒人の夫婦の間に生まれた子供であったことから、人々は7年前に発生した誘拐殺人事件を想起した。事件を担当することになった刑事の中には、7年前の事件で被害女児を発見し刑事に昇格したナンシー・ポーター刑事の姿があった。ポーターはあの事件のことが未だに脳裏から離れずにいた。ポーターはロニーとアリスに事情聴取を行ったが、ロニーは怯えるばかりで会話が成立せず、アリスは「7年前と同様、ロニーがやったに違いない」と強く主張してきた。ヘレンにも事情聴取が行われたが、彼女はポーターに対する敵意を剥き出しにした。
ポーターの直観通り、7年前の事件と今回の事件の間には密接な関係があった。しかし、そこには彼女が予想していた以上に陰惨な真実が隠されていた。

## キャスト
※括弧内は日本語吹替
- ヘレン・マニング - ダイアン・レイン（松本梨香）
- ナンシー・ポーター刑事 - エリザベス・バンクス（笹島かほる）
- ロニー・フラー - ダコタ・ファニング（北村幸子）
- アリス・マニング - ダニエル・マクドナルド（浅井晴美）
- ケヴィン・ジョーンズ刑事 - ネイト・パーカー（市橋尚史）
- デヴリン・ハッチ - コモン
- ポール・ポーター - コリン・ドネル
- エヴリン・フラー - エイミー・トリビー
- デイヴ・フラー - ビル・セイジ
- シンシア・バーンズ - レネイ・エリース・ゴールズベリイ
- ディラン・ラムセス - ジェイデン・マイケル
- ライアン・フラー - セバスチャン・ビーコン
- メアリー・ペイジ - クレア・フォーリー（英語版）
- ペイジ夫人 - ペイジ・キング
- ロドリゴ - ジュリト・マッカラム
- クラリス - トニー・パタノ（英語版）
- ウォーレン・バーンズ - ジェイソン・ペンダーグラフト
- マヴィーン・リトル - サラ・ソコロヴィッチ
- トミー - ジャック・ゴア
- 子供時代のロニー・フラー - エヴァ・グレース・ケルナー
- 子供時代のアリス・マニング - ブリン・ノルクィスト
- ジーン - リリー・ピルブラッド

## 製作
2010年8月10日、フランシス・マクドーマンドがローラ・リップマンの小説『あの日、少女たちは赤ん坊を殺した』の映画化権を購入したとの報道があった。2012年7月31日、エイミー・バーグが監督に起用されたと報じられた。
マクドーマンドの推薦で、ダイアン・レインが本作の主演を務めることになった。9月9日、エリザベス・バンクスの出演が決まったとの報道があった。2013年2月7日、ダコタ・ファニングとダニエル・マクドナルドが本作に出演することになったと報じられた。3月20日、ネイト・パーカーの出演が決まった。
2013年3月、本作の主要撮影がニューヨークで始まった。

## 公開
2014年4月20日、本作はトライベッカ映画祭でプレミアを迎えた。

## 評価
主演のダイアン・レインの演技こそ高く評価されたが、全体の出来映えに対する批評家の評価は思わしくなかった。映画批評集積サイトのRotten Tomatoesには36件のレビューがあり、批評家支持率は31%、平均点は10点満点で5.2点となっている。サイト側による批評家の見解の要約は「『シークレット・デイ』の俳優陣とスタッフ陣は一流であるが、彼らの才能は覇気がない上に先の展開が読めるスリラー映画に費やされてしまった。」となっている。また、Metacriticには15件のレビューがあり、加重平均値は46/100となっている。